# 베슬란 학교 인질극

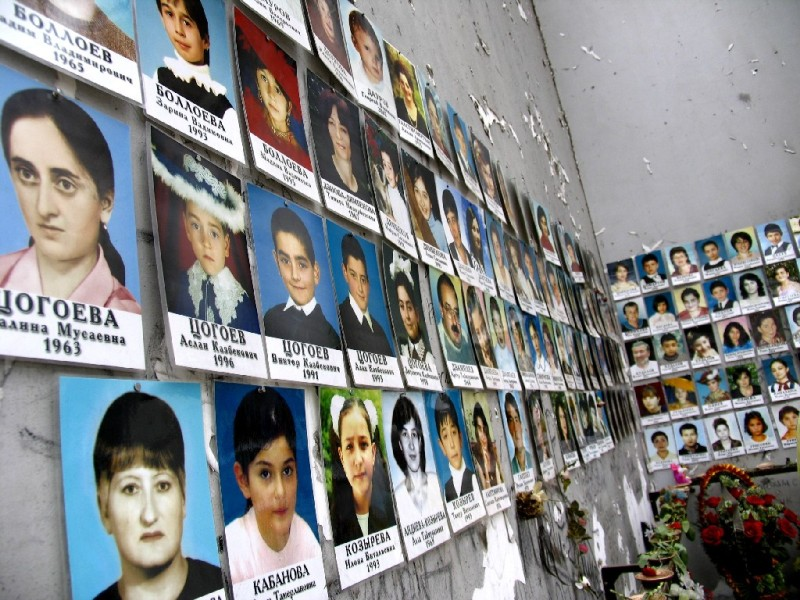
베슬란 학교 인질 사태로 희생된 사람들

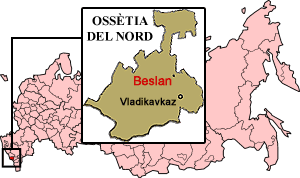
베슬란의 위치

베슬란 학교 인질극(러시아어: Террористический акт в Бесла́не)은 2004년 9월 1일 아침 북오세티야 베슬란에서 학년 초를 기념하는 엄숙한 줄에서 테러리스트들에 의해 행해진 인질극이었다. 이틀 반 동안, 테러리스트들은 1100명 이상의 인질들(대부분의 어린이, 부모, 학교 직원들)을 최악의 상황에 처하여 최소한의 자연적 필요조차 충족시키지 못하게 했다.
사흘째인 오후 1시 5분경 학교 체육관에서 폭발이 일어나 불이 나 건물이 부분적으로 무너졌다. 첫 폭발 이후 인질들은 학교를 뛰쳐나갔고, 연방보안국 특수목적센터(FSB)는 공격을 받았다. 민간 무기를 사용하는 민간인을 포함한 혼란스러운 총격전에서 27명의 테러리스트가 사망했다. 유일한 살아있는 테러리스트인 누르파샤 쿨라예프는 체포되어 나중에 종신형을 선고 받았다.
비록 대부분의 인질들이 공격 중에 풀려났지만, 이 공격으로 186명의 어린이를 포함한 314명의 인질들이 목숨을 잃었다. 구조대를 포함한 총 333명이 사망하고 783명이 부상을 입었다(자세한 내용은 참조).
그 공격으로 인한 경제적 피해는 3400만 루블을 넘어섰다. 샤밀 바사예프는 2004년 9월 17일 체첸 분리주의자인 카브카즈-센터 웹사이트에 성명을 발표하면서 공개적으로 공격을 감행했다.
2020년 현재, 2004년 9월 1일 검찰총장에 의해 시작된 이 사건에 대한 조사는 여전히 열려 있었다. 음모 가능한 상황 공격 깨뜨리 몇 독립 서로 위원회, 전문가 그룹고 공공 기관, 지만 많은 세부 사항들이 예감, 을 포함한 실제의 테러리스트들, 예술 도망 가는 것 중 많은 사람들, 작업 정부의 시간과 협상고 습격하다 건물, 이유 붕괴고 모순된 조명은 언론에서, 이의를 제기하다 아직도. 일부 논평가들은 인질들의 죽음이 그들의 석방 작전에 의해 야기되었다고 주장한다.
베슬란에서의 공격은 2004년 러시아에서 발생한 일련의 테러 공격에서 끝이 났고, 그 후 정치 지도부는 많은 심각한 입법 개혁을 시행했다. 특히 주지사 선거가 폐지되고 국민회의소, 국가 대테러 위원회, 남부 연방관구의 사회경제적 상황 개선을 위한 위원회가 설치되었다.

## 같이 보기
- 이치케리야 체첸 공화국
- 샤밀 바사예프
- 블라디미르 푸틴